# Lotarev D-36
D-36 là loại động cơ máy bay tuốc bin phản lực cánh quạt hệ số viền khí cao do A.G. Ivchenko thiết kế, đây là loại động cơ cuối cùng do ông phát triển trước khi mất và cũng là loại động cơ tuốc bin cánh quạt đẩy có hệ số viền khí cao đầu tiên được chế tạo tại Liên Xô, dùng để lắp vào máy bay chở khách Yak-42. Động cơ này được thiết kế thành một khối 10 phần. Việc thử nghiệm dưới đất bắt đầu vào năm 1971, bay thử nghiệm vào năm 1974 và tiến hành sản xuất hàng loạt từ năm 1977.
Động cơ được trang bị hệ thống điều khiển thủy cơ học và điện tử. Hệ thống điện tử sẽ kiểm soát soát nhiệt độ và tốc độ của rotor cũng như điều khiển lượng nhiên liệu sử dụng. Khi hệ thống điện tử trục trặc hệ thống thủy cơ học sẽ tự động tiếp tục điều chỉnh lượng nhiên liệu sử dụng để duy trì cho động cơ hoạt động lúc đang bay. Hệ thống cảnh báo quá tải nhiệt và vượt tốc cũng được lắp đặt.
D-36 là thiết kế dùng làm nền để tạo ra các loại động cơ khác như D-136, D-236 và D-436T1/T2/TP. Mẫu phái sinh D-336 là loại động cơ dùng trong sản xuất công nghiệp ở các nhà máy. D-36 cũng được dùng như nguyên mẫu để phát triển động cơ D-18T.

## Các phiên bản
- D-36 Series 1: Mẫu cơ bản dùng cho Yak-42.
- D-36 Series 1A, 2A và 3A: Các mẫu dùng cho An-72 và An-74.
- D-36 Series 4A: Mẫu thiết kế để gắn dưới cánh cho các máy bay An-74TK-300.